# Iltalehti
Iltalehti est un journal finlandais au format tabloïd paraissant six jours par semaine. 
Il appartient à Alma Media.

## Ligne éditoriale
Le journal est très axé sur l'actualité people.
La rédactice en chef est Erja Yläjärvi.

## Historique
Iltalehti peut être considéré comme le successeur de Uusi Suomi.
Il s'inscrit dans la lignée de périodiques satiriques finlandais comme Uusi Päivä (1917-1918) ou Iltalehti (1919–1930) (fi).